# Ümmargune järv
Ümmargune järv, auch Koigi Ümmargune järv, (järv = See) ist ein natürlicher See in Landgemeinde Saaremaa  im Kreis Saare auf der größten estnischen Insel Saaremaa. Drei Kilometer vom 10,6 Hektar großen See entfernt liegt der Ort Koigi und elf Kilometer entfernt liegt die Ostsee. Mit einer maximalen Tiefe von 50 Zentimetern ist er sehr seicht.